# Alleanza Nazionale
Alleanza Nazionale (AN) è stato un partito politico italiano di destra.
La forza politica fu organizzata nel gennaio 1994, inizialmente come formazione elettorale composta dal Movimento Sociale Italiano - Destra Nazionale e da altre personalità e associazioni minori d'area, in particolare, liberali, democristiani e conservatori come Domenico Fisichella, Luigi Ramponi, Giuseppe Basini, Publio Fiori, Gaetano Rebecchini e Gustavo Selva. Nel primo congresso nazionale del gennaio 1995, con la cosiddetta svolta di Fiuggi, scioltosi il MSI-DN, AN si è riconosciuto sulle posizioni della destra classica occidentale di stampo conservatore.
Il partito, pur mantenendo legami storico-culturali con la tradizione del MSI-DN, ha mostrato sempre più una tendenza nazional-conservatrice, con qualche apertura al conservatorismo liberale, riconoscendosi nella leadership di Gianfranco Fini, promotore della svolta e leader del partito dalla sua fondazione fino al suo scioglimento, che è avvenuto nel marzo 2009 per entrare a far parte del Popolo della Libertà. A livello europeo ha aderito all'Alleanza per l'Europa delle Nazioni ed al gruppo parlamentare dell'Unione per l'Europa delle Nazioni. Il suo organo ufficiale era il Secolo d'Italia.
Nel congresso di scioglimento svoltosi nel 2009 il patrimonio culturale e immobiliare fu affidato a una fondazione di diritto privato, costituitasi nel 2011. La sua tradizione politica è stata raccolta da Fratelli d'Italia, partito nato nel 2012 da una scissione del Popolo della Libertà.

## Storia

### Le idee di una nuova destra
Nella lunga storia del Movimento Sociale Italiano vi sono stati più momenti in cui il partito ha dato eco anche ad istanze moderate.
Nel febbraio del 1972 il segretario Giorgio Almirante riuscì a formare un'alleanza col Partito Democratico Italiano di Unità Monarchica, una delle maggiori formazioni monarchiche italiane, da cui derivò anche un mutamento di denominazione del partito, da allora chiamato Movimento Sociale Italiano - Destra Nazionale. In quegli anni, il MSI-DN fece appassionate campagne, come in occasione del referendum sul divorzio, sposando quasi appieno le posizioni della Chiesa cattolica, con l'evidente intento di sottrarre elettorato alla DC.
Nel gennaio 1975 fu creata da Almirante la Costituente di destra per la libertà, cui aderirono in funzione anticomunista personalità antifasciste, come l'ex deputato DC Enzo Giacchero, che fu il presidente (era stato comandante partigiano) e l'ex parlamentare DC Agostino Greggi, che ne fu segretario.
Nel 1976 nel MSI nacque una componente, che dal 1977 divenne un partito, detta Democrazia Nazionale - Costituente di Destra, in cui vi fu una completa fuoriuscita ideologica e programmatica dal fascismo; non ci fu ripudio, ma lo si ritenne una esperienza ormai conclusa ed affidata alla storia. Si sciolse nel 1979 ma successivamente verrà considerato un precursore proprio di Alleanza Nazionale.
Oltre un decennio dopo, sul Il Tempo del 19 settembre 1992 il politologo della destra cattolica Domenico Fisichella lancia un'idea: «se i progressisti lavorano per una Alleanza Democratica, sul versante opposto tutti quelli che ne hanno abbastanza delle gioie del progressismo debbono cominciare a lavorare per una Alleanza Nazionale» dove «ci potranno essere liberali, repubblicani, cattolici».

### "Verso l'Alleanza Nazionale"

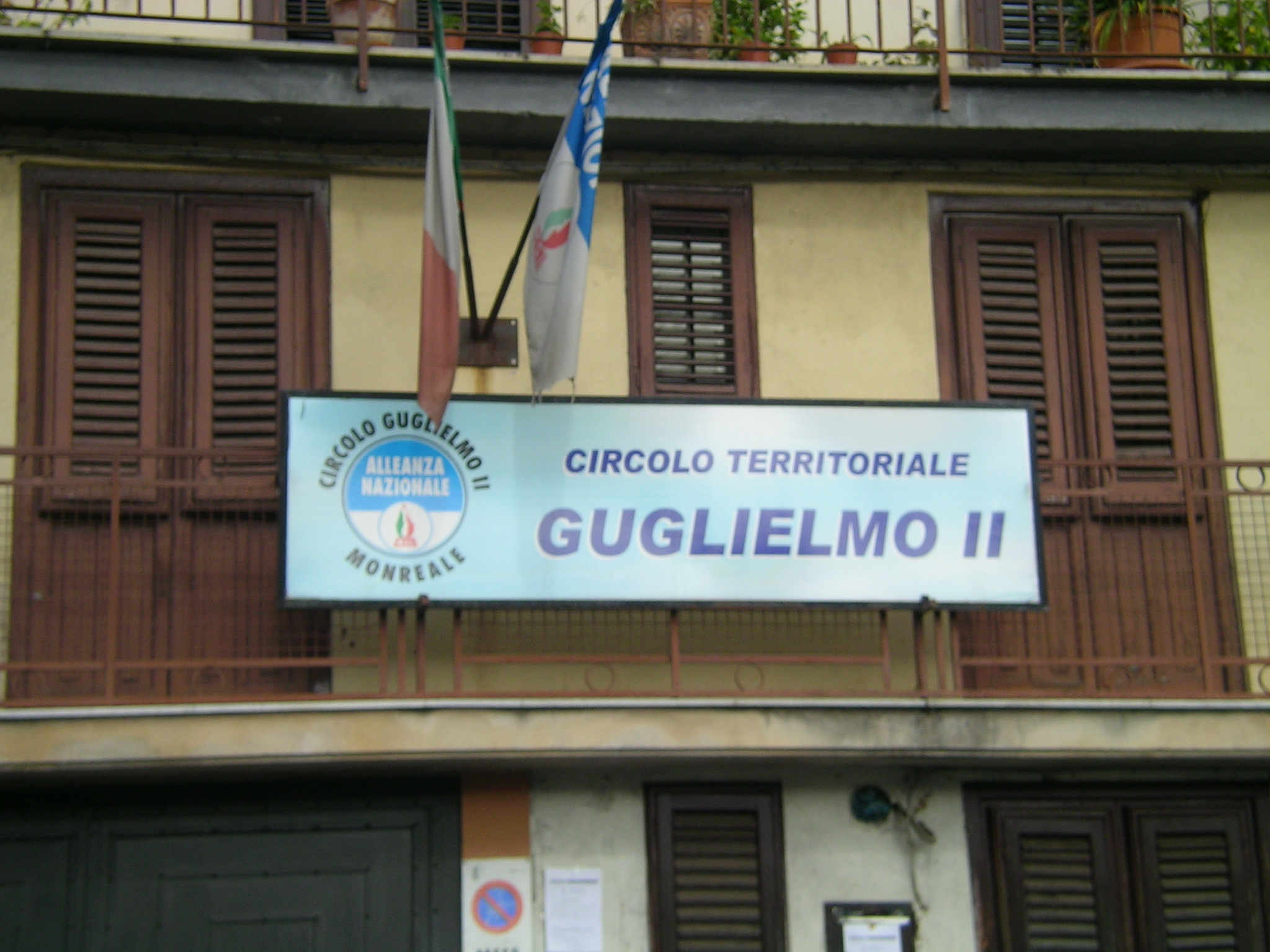
Un circolo di AN

A fine aprile 1993, un articolo sul Secolo d'Italia a firma di Francesco Storace, allora portavoce del segretario del MSI Gianfranco Fini, rilancia l'idea di una nuova alleanza nazionale che associasse i missini con altri personaggi o schieramenti di idee conservatrici, come la destra democristiana.
Dal 24 aprile 1993 la costruzione di Alleanza Nazionale sembra avviata dal Movimento Sociale Italiano; l'idea nell'immediato viene bocciata, ma già a Belluno in giugno si tiene un primo test elettorale e poi se ne discuterà per tutta l'estate del 1993.
In questa fase Fini presenta AN come «una strategia. Non è un partito nuovo, ma è una politica: chiamare a raccolta tutte quelle categorie, quei ceti economici, quegli spazi della società che oggi sono liberi perché non hanno più dei referenti».Lo stesso Fini si candida a sindaco di Roma: «Presentiamo liste aperte, cioè non solo missine, in molte città, da Cosenza a Pescara a Palermo. ( [...] ) Siamo una forza superiore al 10% nel Centro Sud. Se i dati ci daranno ragione» si potrà così arrivare a «edificare un quarto polo nazionale» (dopo quelli di sinistra, centro e Lega Nord).
Secondo il Corriere della Sera, già in questa fase di AN «fanno parte alcuni intellettuali come il politologo Domenico Fisichella, editorialista de Il Tempo, giornalisti come Adolfo Urso dell'Italia Settimanale, liberi professionisti come Gaetano Rebecchini, uno dei sette membri della Consulta Vaticana. E poi il giudice Alibrandi, il principe Ruspoli (che smentirà, ndr), l'ex comandante della Guardia di Finanza Ramponi».
Dopo non essere stato toccato dallo scandalo di Tangentopoli, MSI-DN riscuote un ottimo successo alle elezioni amministrative del novembre 1993. A Chieti, Benevento e Latina vengono eletti sindaci i candidati del MSI, ma il successo è riscontrato soprattutto a Roma e Napoli: nella capitale il segretario Gianfranco Fini ottiene il 35,5% e a Napoli Alessandra Mussolini il 31,1% ed entrambi accedono al ballottaggio.
Il 23 novembre 1993 a Casalecchio di Reno l'imprenditore Silvio Berlusconi inaugurava un supermercato e, alla domanda di un cronista per chi avrebbe votato a Roma tra Rutelli e Fini, a sorpresa rispose: «Certamente Gianfranco Fini». Al ballottaggio a Roma, forse anche grazie alla frase di Berlusconi, Fini raggiunse il 47%.
Il 26 novembre viene meglio presentato ufficialmente il progetto di AN e nascono i primi circoli sul territorio, ma solo l'11 dicembre successivo il Comitato Centrale missino approverà ufficialmente la prospettiva di dar vita al cartello denominato "Alleanza Nazionale" con l'astensione di dieci dirigenti vicini a Pino Rauti.
La sede di AN trova spazio in tre stanze di un appartamento vicino al Pantheon, affittate a un prezzo di favore dal principe Lillio Sforza Ruspoli.

### Politiche 1994: la destra al governo

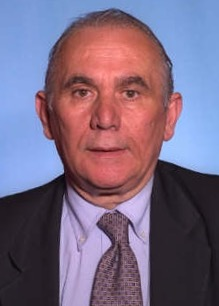
Giuseppe Tatarella, Vicepresidente del Consiglio dei ministri

Il 22 gennaio 1994 si apre l'assemblea costituente di AN e il 28 viene presentato il nuovo simbolo al XVII Congresso nazionale dell'MSI, disegnato dal pubblicitario Massimo Arlechino.
Alleanza Nazionale debutta elettoralmente in occasione delle elezioni politiche del 1994: nei collegi uninominali del centro-sud, il partito stringe un'alleanza con Forza Italia di Silvio Berlusconi, dando luogo al cosiddetto Polo del Buon Governo; al centro-nord, invece, presenta candidati alternativi a quelli del Polo delle Libertà, coalizione formata da Forza Italia e Lega Nord. Nella quota proporzionale della Camera, AN raggiunge uno storico 13,4% dei voti e diviene forza di governo: per la prima volta, esponenti del Movimento Sociale Italiano entrano a far parte di un esecutivo.
I ministri del governo Berlusconi I espressi dal partito sono cinque: per il MSI Giuseppe Tatarella in qualità di Vicepresidente del Consiglio e Ministro delle poste e delle telecomunicazioni, Altero Matteoli all'ambiente ed Adriana Poli Bortone all'agricoltura; per AN Publio Fiori al Ministero dei trasporti e della navigazione e Domenico Fisichella al Ministero per i Beni e le Attività Culturali. Di estrema rilevanza fu il ruolo di Tatarella di mediazione come Vicepresidente del Consiglio dei Ministri, tant'è che si autodefinì ministro dell'Armonia, e con tale appellativo continua ad essere ricordato tuttora.
La coalizione di governo, formata da AN, Forza Italia, Centro Cristiano Democratico, Unione di Centro e Lega Nord, collassa dopo solo otto mesi, a causa dell'uscita del partito di Umberto Bossi.
Con la creazione del Governo tecnico di Lamberto Dini appoggiato dal PDS di Achille Occhetto, dal PPI di Rocco Buttiglione e dalla stessa Lega Nord di Bossi, si consuma il ribaltone ed AN passa all'opposizione.
Il 22 ottobre 1994 si celebra l'ultimo comitato centrale del Movimento Sociale Italiano, nel quale viene decisa la confluenza in AN. Molto critici sono Pino Rauti e Teodoro Buontempo; critico ma rispettante la linea di Fini è Mirko Tremaglia, la cui proposta di chiamare il nuovo soggetto politico Alleanza Nazionale-MSI viene però cassata.
Gianfranco Fini afferma che nel nuovo partito non saranno accettati antisemiti.

### Lasvolta di Fiuggi: nasce AN

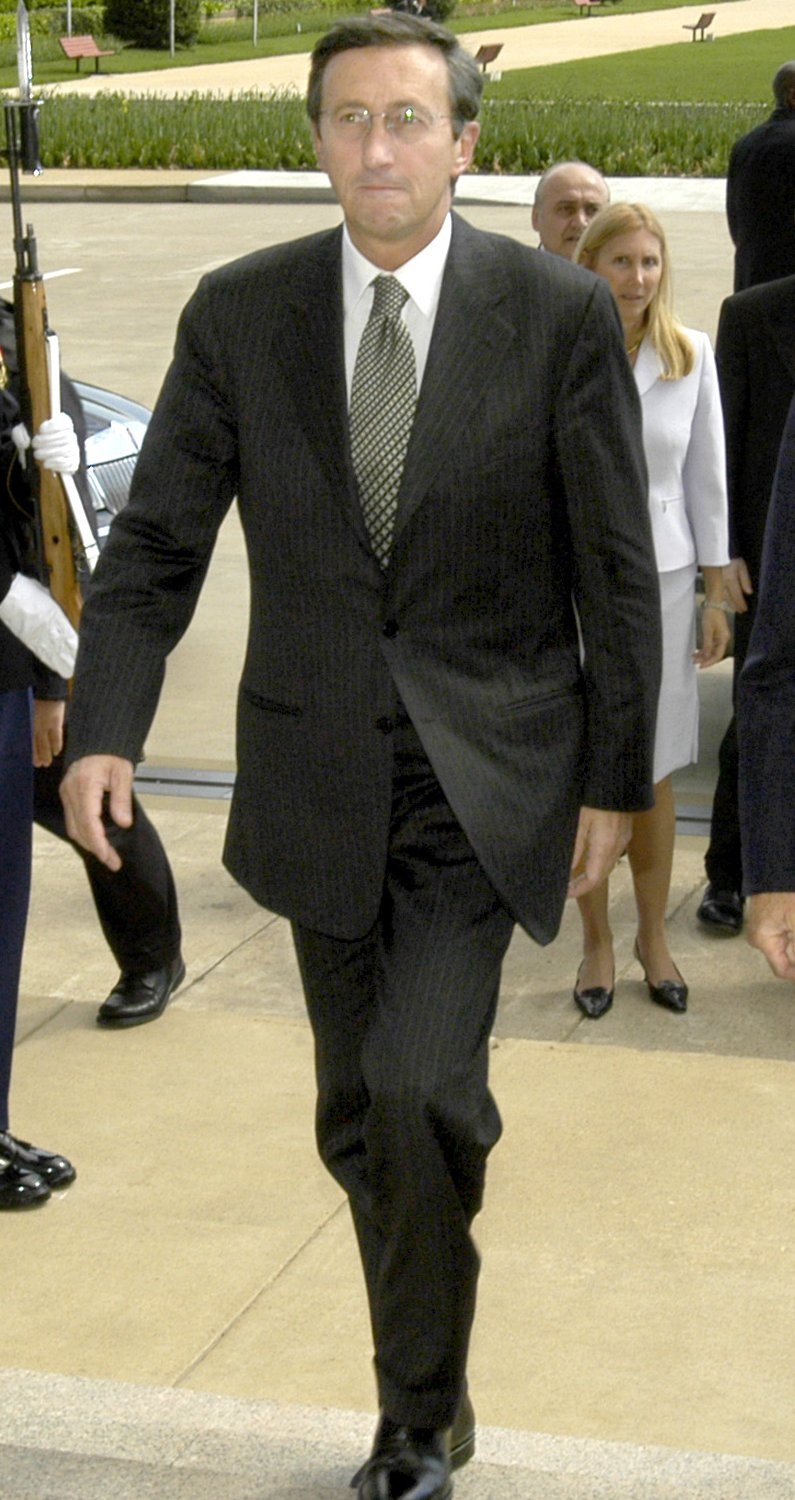
Il leader del partito Gianfranco Fini

Il 27 gennaio 1995, a Fiuggi, si svolse l'ultimo congresso del MSI-DN (organizzato dal segretario generale Marco Zacchera) che si aprì con la relazione di Gianfranco Fini che propose lo scioglimento del partito per confluire nel nuovo movimento politico Alleanza Nazionale. Dopo il dibattito, il giorno successivo la decisione fu votata a larghissima maggioranza e il giorno 29 gennaio il congresso continuò come primo congresso di AN cui parteciparono ufficialmente anche i Circoli di Alleanza nazionale il cui coordinatore era Adolfo Urso. Il congresso elesse Fini primo presidente del nuovo partito, il quale affermò che «oggi finisce in Italia il lunghissimo dopoguerra».
Si consacrò lì la cosiddetta "svolta governista" al partito, allargandolo a cattolici moderati e conservatori, e spingendolo verso il centro-destra conservatore e liberale.
Il nome Alleanza Nazionale non è casuale: fu scelto per definire il partito o coalizione che avrebbe dovuto contrapporsi all'analoga Alleanza Democratica, partito o coalizione che si sarebbe formato a sinistra (in previsione di un sistema a soli due partiti di cui tanto si parlava allora) e che appariva incontrastabile senza un'alleanza nazionale. AD nelle intenzioni dei suoi fondatori avrebbe dovuto rappresentare il contenitore di tutta la coalizione di sinistra, anche se poi questa intenzione naufragò a causa delle divergenze e la coalizione di sinistra finì per chiamarsi Alleanza dei Progressisti nella quale AD finì per confluire, seppur sopravvivendogli ancora per qualche anno.
Domenico Fisichella, al tempo professore ordinario di scienza politica all'Università di Roma La Sapienza, nel 1992, in un articolo apparso su Il Tempo, aveva suggerito al MSI di farsi promotore di una "alleanza nazionale" per uscire dallo stato di ghettizzazione politica in cui versava. Fini, ispirandosi a questa tesi, chiese a Gennaro Malgieri, giovane direttore del Secolo d'Italia, di stendere le tesi di un congresso rifondativo. Tra i passaggi più importanti:
Queste posizioni - soprattutto quella sottesa alla seconda delle affermazioni citate - causano la scissione della componente guidata da Pino Rauti, suo rivale storico all'interno del MSI-DN e da sempre animatore dell'ala sinistra, il quale decide di abbandonare e di fondare il nuovo Movimento Sociale Fiamma Tricolore.
Nel febbraio 1995 i gruppi parlamentari di Camera e Senato cambiarono nome da Alleanza nazionale - MSI a Alleanza Nazionale.
La fuoriuscita di Rauti comunque non provocò perdite di consensi, anzi vide AN incrementare alle elezioni regionali del 1995, riuscendo anche a far eleggere un proprio esponente, Antonio Rastrelli, alla guida della regione Campania e nel 1996 Nicola Cristaldi alla presidenza dell'Assemblea regionale siciliana.
È nelle regionali che AN, nella nuova ottica bipolare della politica italiana, partecipa alla costituzione della coalizione di centro-destra insieme a Forza Italia, CCD e CDU, mentre la Lega decide di correre da sola, formando il Polo per le Libertà, col quale ottiene per la prima volta importanti successi anche nelle regioni settentrionali.

### Politiche 1996: AN terzo partito italiano
Alle elezioni politiche del 1996 si registra la vittoria della nuova coalizione di centro-sinistra, denominata L'Ulivo e guidata da Romano Prodi.
AN, comunque, si compiace per gli ottimi risultati raggiunti: è il terzo partito italiano, dopo il Partito Democratico della Sinistra e Forza Italia, con quasi 6 milioni di voti e il 15,7%, raggiungendo il suo massimo storico. Due mesi dopo, alle elezioni regionali in Sicilia, AN diviene il secondo partito dell'isola, eleggendo 14 deputati regionali su 90, ottenendo la presidenza dell'Assemblea regionale siciliana e tre assessori su 12.
Nell'estate del 1996 nasce ufficialmente Azione Giovani, il movimento giovanile del partito. Viene eletto presidente il siciliano Basilio Catanoso, espressione della maggioranza tatarelliana, che vince di misura sul candidato alemanniano Alberto Arrighi.
Nel settembre del 1996 Gianfranco Fini sceglie di affiancare a Maurizio Gasparri, coordinatore del partito, altri due coordinatori: Publio Fiori e Domenico Fisichella. Così ai vertici di AN sono rappresentate le tre anime di AN: quella missina, quella cattolica e quella laica-liberale. Gasparri rimane coordinatore dell'esecutivo del partito, Fiori diventa coordinatore per le politiche sociali e Fisichella coordinatore per le politiche istituzionali.
In quanto partito d'opposizione, AN ottiene la presidenza della Commissione parlamentare per l'indirizzo generale e la vigilanza dei servizi radiotelevisivi: viene eletto Francesco Storace.
Dopo l'insuccesso delle elezioni amministrative del 1997 in dicembre Fini revoca i due coordinatori del partito Gasparri e Fiori e nomina due nuovi coordinatori: Alfredo Mantovano per il sud e Manlio Contento per il nord.
Alla fine del 1997 Fini, durante la trasmissione televisiva Moby Dick, prende le distanze dal ventennio e da tutti i totalitarismi, condannando anche la Repubblica di Salò. Nel partito tutti concordano col proprio presidente; uniche voci contrariate sono Mirko Tremaglia e Teodoro Buontempo.
Nel corso della XIII Legislatura si verificano alcuni episodi di dissenso con Forza Italia, in particolare quando nel 1998 Berlusconi decide di far fallire la commissione bicamerale presieduta da D'Alema, appoggiata invece da AN.
Intanto i governi dell'Ulivo si susseguono: dopo la caduta del Governo Prodi I nell'ottobre 1998, diventa presidente del Consiglio Massimo D'Alema, il primo ex comunista alla guida di un governo italiano, episodio che viene visto da AN in maniera negativa. In questo contesto, alle elezioni provinciali di Roma di dicembre, il Polo per le Libertà vince candidando l'esponente di AN Silvano Moffa, uomo della destra sociale ed ex rautiano, una vittoria che fa comprendere al partito di poter puntare anche sull'elettorato centrista, non spaventato da un candidato di destra.
Due mesi dopo, l'8 febbraio 1999 muore Giuseppe Tatarella, fedelissimo di Fini, uomo chiave delle dinamiche interne al partito e capogruppo alla Camera; nuovo presidente del gruppo parlamentare viene eletto Gustavo Selva.
Per dare una risposta ai giochi dei piccoli gruppi, capaci di determinare le coalizioni di governo e che hanno portato alla creazione del Governo D'Alema I, ed al fine di proteggere il bipolarismo, AN si fa promotrice insieme a Mario Segni del Referendum abrogativo del 1999 volto ad abolire la quota proporzionale del sistema elettorale detto Mattarellum, considerata la causa della proliferazione dei piccoli partiti. Il referendum però non raggiunse il quorum per un soffio.

### Europee 1999: il fallimento dell'Elefantino
Alle elezioni europee del 1999 AN decide di sperimentare un nuovo progetto elettorale, l'Elefantino: in una stagione caratterizzata oramai da un'aperta competizione con Forza Italia, per allargare l'area del centro-destra e ottenere un definitivo sdoganamento, AN presenta una lista unitaria insieme al Patto Segni, il movimento politico di Mario Segni epigono della Democrazia Cristiana, con un simbolo elettorale costituito nella parte inferiore dal simbolo di AN e nella parte superiore dalla scritta Patto Segni con un elefante, a volere richiamare il Partito Repubblicano americano. Tra i candidati nelle liste anche l'ex radicale Marco Taradash. Fortemente scettico nei confronti dell'alleanza elettorale dell'Elefantino si dimostra all'interno del partito Mirko Tremaglia.
L'alleanza, però, racimola un insuccesso, facendo cadere la forza elettorale complessiva al 10,3% con appena 3 milioni di voti ed eleggendo soltanto 9 parlamentari europei. Gli eletti aderiscono al gruppo Unione per l'Europa delle Nazioni.
Dopo la sconfitta Fini dà le dimissioni; tuttavia, in seguito alle numerose manifestazioni di solidarietà in suo favore, le ritira, a patto che il partito si impegni in una raccolta di firme per riproporre lo stesso referendum che in aprile era fallito per poco. In seguito ammetterà che presentare l'Elefantino fu un errore.

### Regionali 2000: Storace vince nel Lazio
In occasione delle elezioni regionali del 2000, i partiti del Polo per le Libertà stringono un accordo con la Lega Nord e formano una nuova coalizione di centro-destra, la Casa delle Libertà.
La CdL vince in otto regioni su quindici, e soprattutto nelle più importanti. Il partito di Fini recupera consensi e si attesta su un 13% complessivo, conquistando la presidenza di due regioni italiane: la regione Abruzzo con Giovanni Pace, e la regione Lazio, storica roccaforte di AN, che va all'esponente della destra sociale Francesco Storace.
Il Governo D'Alema II si dimette a seguito del proprio insuccesso elettorale, mentre i partiti del centrodestra, forti della vittoria, si ricompattano superando le precedenti ostilità e si organizzano in vista della campagna elettorale del 2001, accusando i governi dell'Ulivo di aver fallito nel campo della politica economica e sociale.
E nonostante il fallimento dei referendum abrogativi del 2000, tra cui quello per l'abolizione della quota proporzionale fortemente voluto da Fini l'anno prima ma ora osteggiato da Forza Italia, ciò non viene vissuto dal partito come una sconfitta, e si conferma l'alleanza con Berlusconi.

### Politiche 2001: AN torna al governo
Alle elezioni politiche del 13 maggio 2001 la Casa delle Libertà, formata da Forza Italia, AN, Centro Cristiano Democratico e Cristiani Democratici Uniti (poi confluiti nell'Unione dei Democratici Cristiani e di Centro), Lega Nord, Partito Repubblicano Italiano e Nuovo PSI e capeggiata da Silvio Berlusconi vince sull'Ulivo di Francesco Rutelli.
AN ritorna al governo dopo sette anni, ma stavolta in maniera più stabile e duratura: AN si attesta come quarto partito nazionale ed il secondo partito della Casa delle Libertà, che si appresta a governare l'Italia per i successivi cinque anni.
Del nuovo governo entrano a far parte vari esponenti di AN: il presidente del partito Gianfranco Fini come Vicepresidente del Consiglio; Altero Matteoli come Ministro dell'Ambiente e della Tutela del Territorio e del Mare; Maurizio Gasparri come Ministro delle comunicazioni; Gianni Alemanno come Ministro delle Politiche Agricole, Alimentari e Forestali; Mirko Tremaglia come Ministro per gli Italiani nel mondo. AN ottiene anche tre viceministri: Adolfo Urso alle Attività produttive; Mario Baldassarri all'Economia e finanze; Ugo Martinat alle Infrastrutture e trasporti.
Alla fine del 2001 il parlamento approva la Legge 27 dicembre 2001, n. 459, "Norme per l'esercizio del diritto di voto dei cittadini italiani residenti all'estero", detta Legge Tremaglia dal nome del ministro di AN, che consente gli italiani all'estero di partecipare all'elezione del Parlamento, nel quale saranno rappresentati da dodici deputati e sei senatori.

#### Il secondo congresso a Bologna
Dal 4 al 7 aprile 2002 viene celebrato il secondo congresso di AN: Vince la Patria, nasce l'Europa. Come sede del congresso viene scelta Bologna, città natale di Gianfranco Fini che dal 1999, per la prima volta nella sua storia, è amministrata dal centrodestra di Giorgio Guazzaloca. Gianfranco Fini viene visto ormai come un leader di caratura europea, moderato e riformista, e viene acclamato presidente dal partito. Fini afferma che Alleanza nazionale non deve più misurarsi con il suo passato ma deve fare i conti con il futuro, deve governare, ma definisce il partito unico del centrodestra una prospettiva attualmente non realistica. Fiamma tricolore e Msi restano nel simbolo e dopo il congresso AN si dimostra come una forza di destra moderata con una forte identità. Sul tema dell'immigrazione, allora in fase di studio da parte dei partiti della maggioranza, Fini afferma che il governo sta proponendo una legge giusta e severa, che lega l'immigrazione al lavoro.

#### L'azione di governo
Nel corso dell'azione di governo, infatti, AN si contraddistingue nell'elaborazione di una nuova legge, correlata al mondo del lavoro, per combattere e controllare l'immigrazione clandestina: nel luglio 2002 sarà così approvata la Legge 30 luglio 2002, n. 189, "Modifica alla normativa in materia di immigrazione e di asilo", detta Legge Bossi-Fini, che regolamenta le politiche sull'immigrazione e prevede che l'espulsione, emessa in via amministrativa dal Prefetto della Provincia dove viene rintracciato lo straniero clandestino, sia immediatamente eseguita con l'accompagnamento alla frontiera da parte della forza pubblica. La legge prevede il rilascio del permesso di soggiorno alle persone che dimostrino di avere un lavoro per il loro mantenimento economico ed ammette i respingimenti al Paese di origine in acque extraterritoriali, in base ad accordi bilaterali fra Italia e Paesi limitrofi, che impegnano le polizie dei rispettivi Paesi a cooperare per la prevenzione dell'immigrazione clandestina.
Sul piano economico AN spinge per una maggiore collegialità nelle scelte del governo, trovandosi alle prese col fatto che Giulio Tremonti (esponente di Forza Italia), disponendo del ministero del Tesoro, si ritrova in pratica ad avere l'ultima parola su ogni decisione. La richiesta costante di una "cabina di regia" in materia economica porterà nel 2004 alle dimissioni di Tremonti, sostituito nell'occasione da Domenico Siniscalco.

#### L'Europa per le Nazioni
Nel giugno del 2002 AN partecipa insieme al Rassemblement pour la France di Charles Pasqua ed ai Repubblicani irlandesi alla nascita dell'Alleanza per l'Europa delle Nazioni, partito politico europeo nazional-conservatore che può contare nel Parlamento europeo su circa 30 parlamentari che risiedono nel gruppo Unione per l'Europa delle Nazioni.

#### Lo strappo col fascismo e l'addio della Mussolini
Nell'estate del 2003 viene nominato come coordinatore del partito Ignazio La Russa.
Nel novembre 2003 Gianfranco Fini fa visita allo Yad Vashem, il museo dell'Olocausto di Gerusalemme. È la prima volta di Fini in Israele, un viaggio atteso da dieci anni da quando aveva fondato AN per abbandonare l'eredità fascista e passare al partito di governo, moderato e democratico. Fini ha denunciato gli errori del fascismo e la tragedia dell'Olocausto, definendo le leggi razziali promosse dal regime fascista come «male assoluto del XX secolo». Molti organi mediatici hanno riportato la dichiarazione estendendo il concetto di male assoluto allo stesso Fascismo.. Il vicepremier afferma inoltre di aver cambiato idea anche su Benito Mussolini: «Il popolo italiano si assume la responsabilità per quanto accaduto dal 1938, quando sono state adottate le leggi razziali. Non c'è condanna senza assunzione di responsabilità"».
Secondo il sondaggista Renato Mannheimer gli elettori di AN a grande maggioranza si schierano con Fini: le sue esternazioni sono considerate opportune da più del 70% dei votanti attuali per il partito e da una quota ancora maggiore addirittura, il 77%, dell'elettorato potenziale. Inoltre la maggioranza dell'elettorato nel suo insieme e, in misura ancora più elevata, di quello di AN, pensa che le dichiarazioni del presidente di AN costituiscano una svolta per il partito e per la politica italiana.
Queste posizioni spingono tuttavia la deputata Alessandra Mussolini, nipote del dittatore fascista Benito, in AN dalla fondazione, a dimettersi dal partito, fondando un nuovo partito: Libertà di Azione (poi diventato Azione Sociale).

#### Europee 2004 e Fini agli Esteri
Il partito è sempre stato molto sensibile al ricordo dei Massacri delle foibe e dell'Esodo istriano, e così s'impegna nell'approvazione della Legge 30 marzo 2004, n. 92, "Istituzione del «Giorno del ricordo» in memoria delle vittime delle foibe, dell'esodo giuliano-dalmata, delle vicende del confine orientale e concessione di un riconoscimento ai congiunti degli infoibati", detta anche Legge Menia dal primo firmatario Roberto Menia, che istituisce il Giorno del ricordo del 10 febbraio.
A giugno 2004 si svolgono le elezioni europee: AN, con circa 3.750.000 voti, si attesta sul risultato dell'11,5% ed elegge 9 parlamentari europei, che aderiscono al gruppo parlamentare Unione per l'Europa delle Nazioni.
Nel settembre 2004 Fini decide di tornare ad occuparsi direttamente del partito ed abolisce la figura del coordinatore; chi aveva quella carica fino a quel momento, Ignazio La Russa, tornò a svolgere le mansioni di capogruppo alla Camera.
A seguito della designazione di Franco Frattini a Commissario europeo da parte del governo italiano, il Presidente di AN Gianfranco Fini viene nominato nuovo Ministro degli Esteri. Il 19 novembre 2004, dopo la nomina di Fini a Ministro degli esteri, vengono così nominati tre nuovi vicepresidenti del partito per rafforzare AN: Ignazio La Russa, Altero Matteoli e Gianni Alemanno.

#### Regionali 2005: caduta di Storace e avvicendamento al governo
Alle elezioni regionali del 2005 la Casa delle Libertà subisce un insuccesso clamoroso: su 14 regioni vince soltanto in 2, perdendo Piemonte, Liguria, Abruzzo, Puglia, Lazio e Calabria. Nessuno dei candidati governatori esponenti di AN, Pietro Laffranco in Umbria, Francesco Storace nel Lazio, Italo Bocchino in Campania e Giovanni Pace in Abruzzo, viene eletto.
Alleanza Nazionale come partito, pur nel calo generale della CdL, si mantiene sostanzialmente stabile sulle sue più recenti affermazioni elettorali, nonostante la creazione di Alternativa Sociale, coalizione elettorale formata da vari partiti di estrema destra ad opera di Alessandra Mussolini.
Il Governo Berlusconi II entrò in crisi: AN chiede il rilancio dell'esecutivo, minacciando, qualche giorno dopo l'Unione dei Democratici Cristiani e Democratici di Centro, di ritirare i suoi ministri dal governo. Berlusconi è costretto a dimettersi e a costituire un nuovo governo il 23 aprile 2005, il Governo Berlusconi III, che ritrova l'unità della coalizione puntando ad avviare una serie di politiche per il Mezzogiorno.
Gianfranco Fini oltre alla vicepresidenza del consiglio assume il dicastero degli Esteri, Altero Matteoli, Gianni Alemanno e Mirko Tremaglia rimangono al loro posto; Mario Landolfi prende il posto di Gasparri alle Comunicazioni; Francesco Storace, che ha perduto la presidenza della Regione Lazio per pochi punti percentuali, diviene ministro della Salute al posto di Girolamo Sirchia.

#### Il dibattito sul Referendum sulla fecondazione assistita
Un motivo di dibattito all'interno del partito è provocato dai referendum sulla procreazione medicalmente assistita, che si tengono il 12 e 13 giugno 2005: si tratta di quattro quesiti promossi dai Radicali e da alcuni partiti della sinistra italiana, che chiedono l'abrogazione di quelle parti della Legge n. 40 del 19 febbraio 2004, Norme in materia di procreazione medicalmente assistita che pongono dei limiti all'impiego degli embrioni per la fecondazione e la ricerca scientifica. La Chiesa cattolica si schierò apertamente contro il referendum, invitando i fedeli all'astensione, posizione che trova disponibilità anche da parte di altri partiti della maggioranza, eccetto Forza Italia, che vuole lasciare libertà di coscienza agli elettori.
All'interno di AN le posizioni sono molteplici: Gianni Alemanno, Francesco Storace, Altero Matteoli, Maurizio Gasparri e Azione Giovani sono per l'astensione; Adolfo Urso andrà a votare ma dirà quattro No; tre Sì e un No per Italo Bocchino. Gianfranco Fini, nonostante il suo precedente parere contrario in Parlamento, a sorpresa annuncia di voler votare tre Sì (con un No alla fecondazione eterologa), criticando fortemente l'astensione e così spiazzando gran parte del partito.
Le posizioni di Fini sui temi etici provocano malumori nel partito. I rappresentanti della destra sociale, come Gianni Alemanno, criticano duramente Fini per la sua posizione, come molto critici sono i cattolici Fiori, Fisichella e Selva.
Dopo l'esito fallimentare del referendum, che ottiene soltanto il voto del 25% degli aventi diritto, Alemanno si dimette dalla vicepresidenza di AN e Mantovano esce dall'esecutivo nazionale del partito.
La frattura si ricompone all'Assemblea Nazionale del 2 e 3 luglio 2005, dove il partito ritrova l'unità compromessa, approvando un documento, presentato da tutte le correnti, che ribadisce quanto sancito dieci anni prima a Fiuggi circa l'identità nazionale, cattolica, sociale e liberale di AN e che priorità sono la preparazione della campagna elettorale in vista del 2006 ed il superamento del correntismo. Fini ne accoglie le critiche, notando che sarebbe stato un metodo migliore discuterne insieme prima di stabilire la libertà di coscienza nel voto referendario, ed ottiene così il rinnovo della fiducia.

#### Lacena dei colonnellie nuovi vertici
Il 15 luglio 2005 il giornale romano Il Tempo pubblica una conversazione privata, ma ascoltata da un giornalista, di Matteoli, La Russa e Gasparri in un bar. I tre esponenti del partito parlano di Fini come di un problema: La Russa che dà del «malato» a Fini; Matteoli convinto che bisognerebbe «prenderlo a schiaffi»; Gasparri che annuisce. Fini, giudicando irriguardosi quei commenti, chiederà le dimissioni dei tre dal partito e, dopo le loro pubbliche scuse, la frattura tra il leader e i colonnelli si ricomporrà col passare del tempo. Fini tuttavia ridisegnerà il partito, mettendo suoi fedelissimi: Andrea Ronchi nuovo portavoce, Roberto Menia iniziative esterne, Giovanni Collino e Silvano Moffa per il programma. Dopo le dimissioni da vicepresidente di La Russa e Matteoli nessuno prenderà il loro posto e il nuovo coordinatore lombardo al posto di La Russa sarà Cristiana Muscardini.
Nel settembre 2005 lascia il partito l'eurodeputato e vicesindaco di Catania Nello Musumeci, esponente della Destra Sociale, lamentando la poca democrazia all'interno del partito, e ne forma uno proprio: Alleanza Siciliana.
A causa delle posizioni ritenute laiciste del presidente Fini, dopo aver già minacciato le dimissioni dopo il referendum, il senatore Publio Fiori nel novembre 2005 lascia il partito dopo una lunga militanza in AN, aderendo alla Democrazia Cristiana di Gianfranco Rotondi.
Uno degli ultimi atti della maggioranza di centrodestra prima delle elezioni è l'approvazione di notevoli riforme costituzionali nel segno della devoluzione dei poteri dallo Stato alle Regioni, il federalismo. La devolution, cavallo di battaglia della Lega Nord, viene approvata in via definitiva il 17 novembre 2005 con il voto favorevole di AN come di tutta la CdL.
L'approvazione di questa nuova Costituzione suscita le dimissioni dal partito del senatore Domenico Fisichella, storico fondatore e padre spirituale di Alleanza Nazionale, contrario alla riforma, il cui federalismo considera contrario alla storia della nazione, contrario alla propria storia familiare e personale. La nozione d'interesse nazionale, voluta da AN, Fisichella la considera inutile, in quanto, essendo le questioni inerenti sottoposte al nuovo Parlamento in seduta comune, trovandosi il nuovo Senato federale con particolari connotazioni localistiche, non sarebbe oggetto di un'efficace e obiettiva valutazione.

#### Fine XIV legislatura: la legge sulla droga
Tra gli ultimi atti compiuti da Alleanza Nazionale al governo vi fu anche il decreto-legge 30 dicembre 2005, n. 272, poi convertito dalla Legge 21 febbraio 2006, n. 49, detta Legge Fini-Giovanardi, che abolì la distinzione fra droghe pesanti e droghe cosiddette leggere, e con cui i dirigenti di AN si proponevano di ridurre gli effetti ai loro occhi nefasti del referendum abrogativo del '93, che aveva ottenuto la delegittimazione dell'uso delle droghe con una percentuale di Sì di poco superiore al 50%. Questo decreto accolse i favori degli alleati di AN, mentre dai suoi avversari fu visto come un tentativo estremo di ingraziarsi con un'abile mossa il favore dei propri elettori.
In vista delle elezioni politiche del 2006, all'interno della Casa delle Libertà viene ventilata l'ipotesi di indire elezioni primarie, come quelle del centrosinistra del 2005. Viene poi viene approvata una nuova legge elettorale (la legge Calderoli) che, abolendo i collegi uninominali, sollecita i singoli partiti della coalizione a concorrere col proprio contrassegno e non più sotto l'unica insegna della CDL. Il partito, per dare visibilità a tale decisione, nell'assemblea nazionale del 15 gennaio 2006 delibera che nel simbolo da presentare alle elezioni sia presente il nome di FINI, in colore giallo, al di sotto dell'iscrizione Alleanza Nazionale.

### Politiche 2006: AN all'opposizione di Prodi

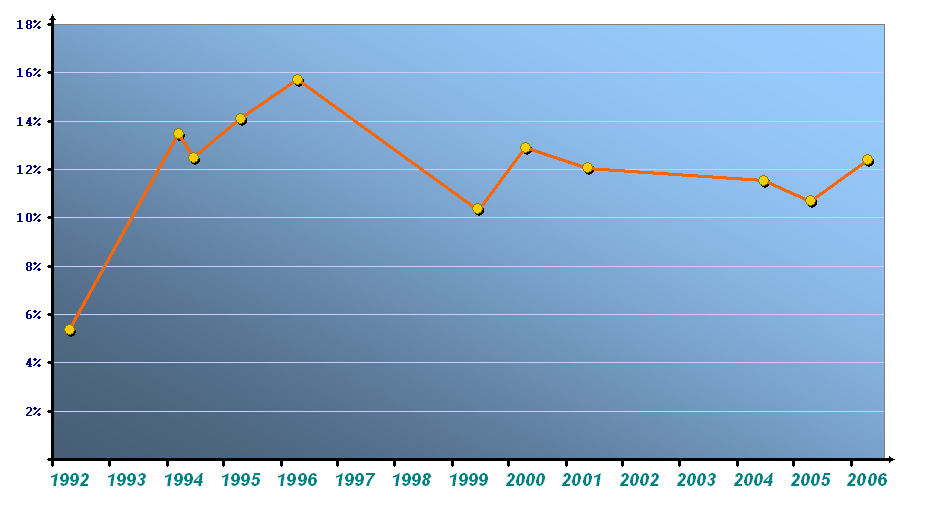
L'andamento grafico di AN: dal "salto" elettorale compiuto nel '94 rispetto alle percentuali del MSI, fino alle ultime elezioni del 2006 che hanno fatto registrare un nuovo trend positivo. (fonte: Ministero dell'Interno)

L'idea del nome di Fini nel simbolo funziona, facendo incrementare le percentuali elettorali di AN, ma l'intera coalizione perde le elezioni, per soli 24 000 voti alla Camera dei deputati, e per due seggi al Senato, dove pure era risultata vincitrice in termini elettorali. Il risultato di Alleanza Nazionale riconferma la sua posizione di secondo partito della CdL e di terzo partito più votato in Italia, ottenendo 4,7 milioni di voti (12,3%) alla Camera e 4,2 milioni al Senato (12,4%), portando all'elezione di 71 deputati e 41 senatori.
Nella circoscrizione riservata al voto degli italiani all'estero, il ministro uscente Mirko Tremaglia presenta la lista Per l'Italia nel Mondo che si aggiudica l'elezione di un deputato, Giuseppe Angeli; tra i candidati della lista spiccava il nome della cantante Rita Pavone.
Fra i primi atti della XV legislatura vi è l'approvazione della Legge 31 luglio 2006, n. 241 "Concessione di indulto" nell'estate del 2006, con il voto contrario di Alleanza Nazionale, insieme alla Lega ed all'Italia dei Valori.

### La volontà di aderire al PPE e l'uscita di Storace

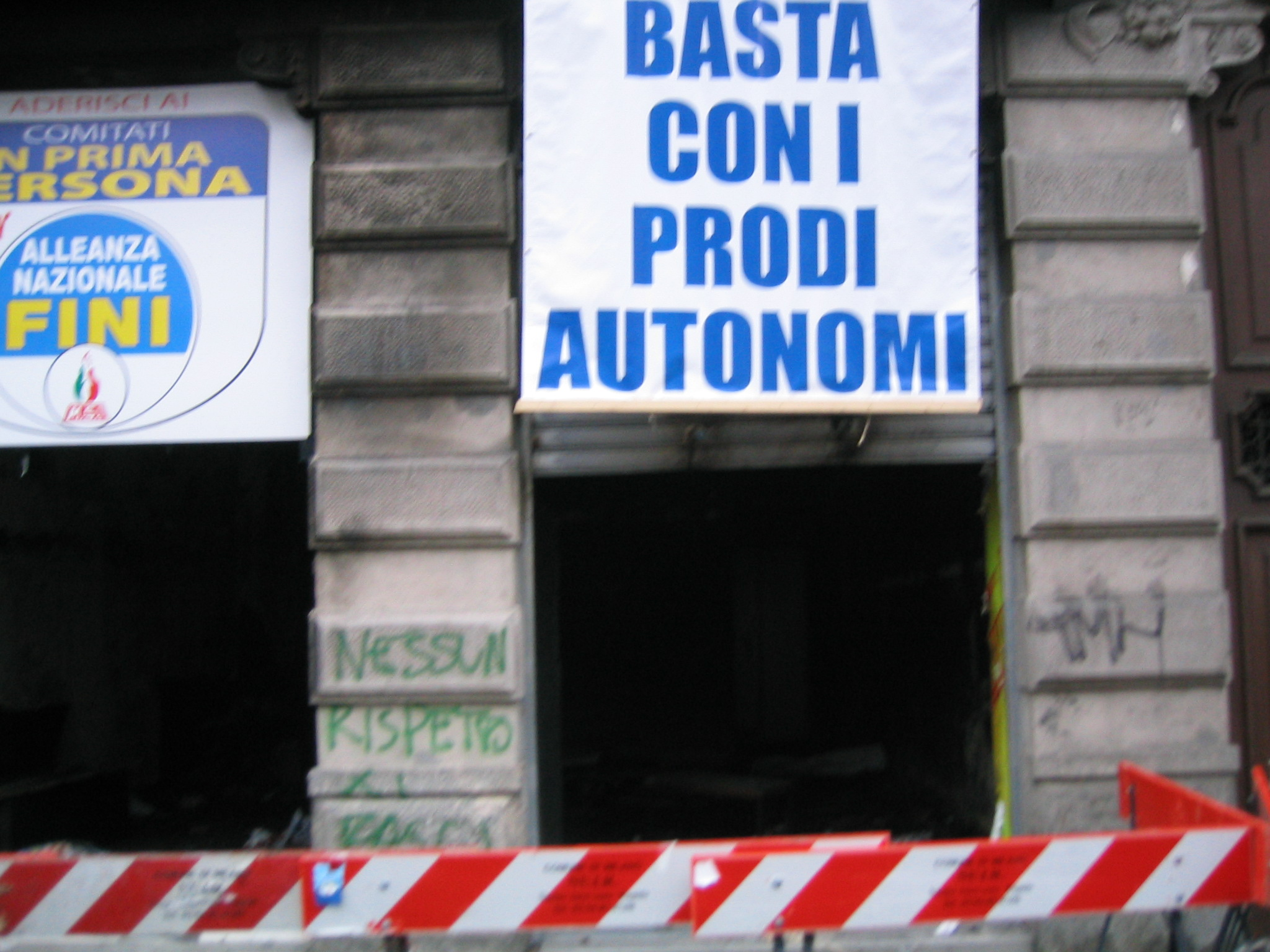
Manifestazione a Milano contro Prodi

L'insuccesso alle elezioni politiche, seppur di lievissime dimensioni, spinge i leader della Casa delle Libertà a riorganizzare il centrodestra, che molti vorrebbero trasformare in un partito unitario. Alleanza Nazionale, in questo frangente, è protagonista di una particolarissima fase: in un documento programmatico dell'estate 2006, il presidente Fini sostiene la necessità di condurre il partito verso la "famiglia popolare europea" manifestando la chiara intenzione di aderire al PPE, che raggruppa le forze moderate e conservatrici del continente. Questa decisione riceve una conferma dall'assemblea nazionale del partito, nella quale viene riconosciuta l'esistenza di una parte interna che si oppone nettamente a tale scelta paventando derive neocentriste: essa fa capo a Francesco Storace e Carmelo Briguglio.
Nel dicembre 2006, in Alleanza Nazionale si forma la fondazione FareFuturo, un think-tank che, sul modello delle fondazioni conservatrici americane e in particolare su quella di Aznar in Spagna, intende elaborare una politica conservatrice a carattere liberale nella società civile.
In ogni caso, il leader del PPE Wilfried Martens si è mostrato scettico sull'ipotesi di adesione di AN, anche se Fini ha guadagnato molta credibilità, nei confronti dei maggiori leader conservatori europei come Nicolas Sarkozy, David Cameron e José María Aznar.
A seguito di queste posizioni, il 3 luglio 2007 il Senatore Francesco Storace, eletto nelle liste di AN nel Lazio, decide di lasciare il partito e di fondare un nuovo movimento, La Destra.
Il 27 luglio anche il senatore Gustavo Selva, ex europarlamentare DC che nel 1994 aveva aderito al partito, lascia Alleanza Nazionale per passare a Forza Italia, a seguito di un episodio nel quale, invitato ad un dibattito televisivo, per evitare di arrivare in ritardo negli studi di LA7 a causa del traffico, aveva finto di avere un malore per farsi trasportare da un'ambulanza del 118. Si era prima dimesso da senatore, ma poco dopo aveva ritirato le dimissioni. In AN, alcuni esponenti tra cui Gianni Alemanno avevano chiesto di adottare un provvedimento disciplinare contro Selva.
Nel novembre 2007 lascia anche Daniela Santanchè, che aderisce a La Destra di Storace.

### La rottura con Berlusconi
I rapporti con Forza Italia, intanto, dopo un periodo di grande compattezza esibita il 2 dicembre 2006 in un'imponente manifestazione contro il governo Prodi, a cui però non partecipò l'UDC, si deteriorano improvvisamente nel novembre 2007.
Dopo la fallita spallata a Romano Prodi, che, pur traballante, aveva superato lo scoglio della finanziaria, nonostante le assicurazioni di Berlusconi che aveva preannunciato la caduta del governo di centrosinistra, i rapporti tra i leader di FI e di AN diventano molto tesi; inoltre Forza Italia aveva risposto con lentezza alle richieste avanzate più volte da Fini di fondare con AN un soggetto unico, come si era verificato a sinistra con la nascita del Partito Democratico.
Il 16 novembre 2007 il Corriere pubblica una lettera di Fini nella quale fa notare come «anziché tirare le cuoia come assicurato da Berlusconi, Prodi tira a campare».
Il 18 novembre 2007 Fini ancora dalla colonne de la Repubblica afferma: «Io voglio rilanciare l'alleanza, sia ben chiaro. Ma non accetto che mi si diano pagelle. [...] Ognuno di noi, in questo anno e mezzo, ha combattuto la battaglia politica. Con modalità diverse, con la presenza assidua dei senatori in aula, con manifestazioni di piazza». E avvisa: «Adesso basta è arrivato il momento in cui o questo centrodestra è in grado di trovare una soluzione unitaria, di ridarsi una missione, di rioffrire al Paese un progetto, oppure si prende atto che la coalizione non c'è più, e ognuno va per la sua strada. Tertium non datur...»; quello stesso giorno, presso il convegno Il tempo delle scelte organizzato da AN, Italo Bocchino afferma: «C'è Berlusconi dietro la scissione di Storace da Alleanza Nazionale e c'è Berlusconi dietro il passaggio di Daniela Santanchè alla Destra di Storace, c'è una manina...!». Ovazione in sala e fischi all'ospite di Forza Italia Fabrizio Cicchitto.
Il 18 novembre 2007, a sorpresa, Berlusconi decise di creare un suo nuovo partito, il Partito del Popolo della Libertà, fondato da lui personalmente senza consultare gli alleati. Questo episodio provoca la dura reazione dei vertici di AN. Fini parla di Berlusconi affermando: È alle comiche finali.
Conclusa l'esperienza della Casa delle Libertà, all'interno del partito nasce l'idea di crearne uno nuovo, senza Berlusconi, aperto ai moderati, che si potrebbe chiamare Alleanza per l'Italia.

### L'adesione al Popolo della Libertà e le elezioni del 2008

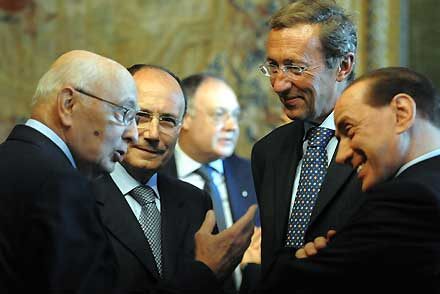
Fini e Berlusconi con il presidente Napolitano

Il 24 gennaio 2008 il Senato sfiducia il Governo Prodi II. L'inizio delle consultazioni da parte del Capo dello Stato Giorgio Napolitano determinano all'unanimità la richiesta di immediate elezioni anticipate da parte dei quattro leader dell'ex Casa delle Libertà, che si trovano concordi anche nel dare pieno sostegno alla candidatura di Silvio Berlusconi come Presidente del Consiglio. Le consultazioni danno esito negativo e il Capo dello Stato indice elezioni politiche anticipate.
L'8 febbraio 2008 Gianfranco Fini annuncia la fase costituente di un nuovo soggetto unitario al quale AN intende dar vita insieme a Forza Italia e ad altre formazioni minori del centrodestra: Il Popolo della Libertà.
Il 16 febbraio 2008 la Direzione Nazionale del partito approva all'unanimità la relazione di Fini nella quale spiegava le ragioni del percorso tracciato verso il Popolo della Libertà in vista delle prossime elezioni politiche; Fini ha anche dichiarato che in autunno AN si scioglierà nel nuovo soggetto, a patto che il partito sia concorde. Lo scioglimento avverrà per gradi, e si deciderà alla fine con un congresso nazionale.

Così egli spiega perché, dopo essere rimasto alquanto perplesso circa il modo in cui il PdL era nato nel novembre 2007 (all'indomani della cosiddetta "svolta del predellino"), si è poi convinto a farvi aderire AN: 
(Gianfranco Fini)
Anche Gianni Alemanno ha auspicato in un'intervista che i valori di AN e di Forza Italia abbiano pari dignità all'interno del nuovo partito.
L'idea di unificare i due partiti ha riscosso un buon successo alle elezioni del 13 e 14 aprile: il Popolo della Libertà ha ottenuto, come partito singolo, il 38% dei voti, che rappresenta più della somma dei voti che AN e Forza Italia ottennero nel 2006. Alleanza Nazionale riesce ad eleggere nelle liste comuni 90 suoi deputati e 48 senatori. Alla vittoria delle politiche si aggiunse anche il successo alle elezioni amministrative di Roma, dove era candidato alla carica di sindaco l'esponente di AN Gianni Alemanno, che è stato eletto al ballottaggio col 53,7% dei voti. Fini ha dichiarato che la conquista del Campidoglio rappresenta per la destra una "vittoria storica".

### Il ritorno al governo e nelle istituzioni
In seguito alla vittoria nelle elezioni politiche, il 7 maggio 2008 AN è tornata al governo con quattro ministri: Altero Matteoli alle Infrastrutture e trasporti, Ignazio La Russa alla Difesa, Andrea Ronchi alle Politiche europee e Giorgia Meloni alle Politiche giovanili. Maurizio Gasparri viene nominato capogruppo del PdL al Senato ed Italo Bocchino vice-capogruppo vicario del PdL alla Camera.
Ma soprattutto AN accede per la prima volta ad una delle tre cariche più prestigiose delle Repubblica, ottenendo la Presidente della Camera dei deputati a cui va il Presidente del partito Gianfranco Fini.
Come conseguenza, Fini ha ritenuto opportuno lasciare la presidenza di Alleanza Nazionale a causa del ruolo super partes che gli viene dal fatto di essere presidente della Camera, pur restando comunque leader del partito. Il suo posto è stato preso da Ignazio La Russa che, in qualità di Reggente, traghetterà AN verso la nascita del nuovo Popolo della Libertà. All'assemblea nazionale del partito Fini ha inoltre sottolineato che quello di La Russa sarà un ruolo di primus inter pares; e tracciando un bilancio del percorso intrapreso da Alleanza Nazionale dalla svolta di Fiuggi fino ai recenti successi del 2008 (verificatesi per un gioco del destino nel ventennale della scomparsa di Giorgio Almirante), ha dichiarato:

### Il cammino verso il PdL e l'ultimo congresso di AN

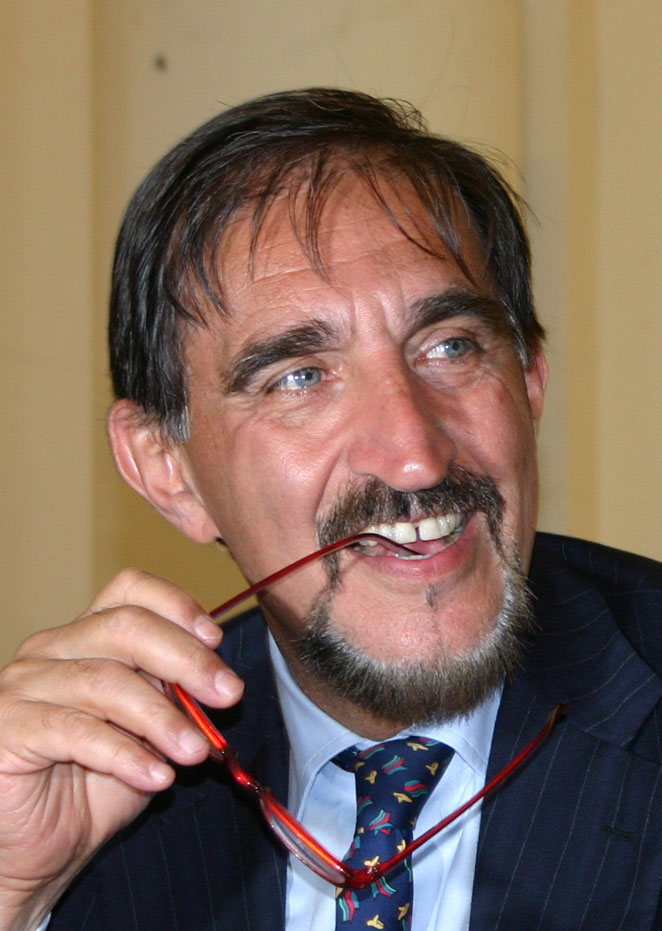
Ignazio La Russa reggente del partito dal 2008 al 2009.

Nei mesi immediatamente successivi alle elezioni Alleanza Nazionale si è confrontata con la costruzione del Popolo della Libertà come partito. Il Congresso costitutivo è stato fissato per il 27 marzo. In questa fase di transizione sono emerse numerose divergenze tra AN e Forza Italia, dovute alla forma da dare al nuovo partito, che ognuno dei due soci fondatori avrebbe voluto modellato su di sé: partito leggero e fortemente leaderistico per Forza Italia, partito fortemente radicato sul territorio, con congressi, tesseramenti e dibattito interno per AN. Soprattutto forti sono state le preoccupazioni di AN per un ruolo eccessivamente autocratico di Berlusconi, che rischierebbe di relegare in secondo piano Fini, con una conseguente perdita di importanza per la futura componente ex-"aennina" all'interno del Popolo della Libertà.
La conflittualità tra i due leader è stata spesso forte. I rispettivi ruoli istituzionali hanno causato non pochi attriti fra un Presidente del Consiglio decisionista, determinato a sveltire le procedure con frequenti ricorsi agli strumenti del decreto legge e del voto di fiducia, ed un Presidente della Camera che si è fatto fermo garante della centralità del Parlamento.
Il punto di massimo scontro è stato dovuto al precipitare della vicenda Eluana Englaro, in cui allo scontro istituzionale si sono aggiunte motivazioni di carattere etico, con un Fini su posizioni decisamente laiche in contrasto anche con molti esponenti del suo stesso partito, primo fra tutti Maurizio Gasparri, che ha avuto col proprio leader un duro scambio di battute.
Il 21 e il 22 marzo 2009 presso la Fiera di Roma ha infine avuto luogo il terzo ed ultimo congresso del partito con il motto Nasce il partito degli italiani. Inaugurato dal Reggente Ignazio La Russa e con un palco a forma di ponte, per simboleggiare il passaggio da AN al PdL, il congresso ha approvato all'unanimità la confluenza nel Popolo della Libertà. Unica voce critica è quella di Roberto Menia, lamentando che lo scioglimento è avvenuto troppo in fretta. Non partecipa né al congresso di scioglimento di AN né a quello costitutivo del PdL la senatrice leccese Adriana Poli Bortone, che forma un proprio partito Io Sud.
Ultimo a parlare al congresso è stato il Presidente Gianfranco Fini che, con un lungo e applaudito discorso, sancisce la fine di Alleanza Nazionale e l'avvio della nascita del Popolo della Libertà; il congresso si chiude con l'Inno di Mameli.

### LaFondazione
Per quanto riguarda l'eredità patrimoniale, all'ultimo congresso di AN viene deciso che il patrimonio culturale, nome e simbolo compresi, ed immobiliare del partito verrà gestito da una fondazione, a cui competeranno tutti i diritti dell'associazione AN, da crearsi entro il 2011. Viene costituito quindi un comitato dei garanti presieduto da Donato Lamorte e un comitato di gestione presieduto da Francesco Pontone;, in un secondo momento sostituito dall'attuale presidente del comitato di gestione Franco Mugnai. 
Il 18 novembre 2011 nasce ufficialmente la Fondazione Alleanza Nazionale, alla quale il 14 dicembre 2011 i comitati dell'associazione AN ne trasferivano il patrimonio. La Fondazione diventa in tal modo anche socio di maggioranza della Secolo d'Italia s.r.l., società che pubblica l'omonimo giornale, che dal 2009 rimane un quotidiano d'area della destra politica e culturale.
Il 7 febbraio 2012, tuttavia, su richiesta degli allora deputati Antonio Buonfiglio ed Enzo Raisi, il Presidente del Tribunale di Roma nomina due commissari liquidatori per l'associazione AN ed il suo patrimonio, stimato in cento milioni di liquidità e immobili per circa trecento-quattrocento milioni.

### Il ritorno del simbolo di AN sulla scheda elettorale

Logo di Fratelli d'Italia in uso dal 2014 al 2017, con la presenza del simbolo di AN.

Il 14 dicembre 2013 viene convocata la prima assemblea degli aderenti alla Fondazione, nella quale si contrappongono gli eredi politici del partito, che sono dispersi in più movimenti politici: La Russa, Alemanno, Meloni, Urso e Rampelli presentano una mozione per autorizzare il partito Fratelli d'Italia all'uso dello storico simbolo di AN, con la contrarietà di una componente della Fondazione, facente capo a Francesco Storace e al suo partito La Destra, oltre che di altri esponenti storici come Maurizio Gasparri; alla fine prevale la mozione La Russa-Meloni-Alemanno, consentendo a FdI di utilizzare il simbolo di AN in associazione al proprio.

## Correnti

### Al primo congresso
Al primo congresso a Fiuggi del 1995 Alleanza Nazionale è composta da due componenti:
- Area Vasta. Guidata da Giuseppe Tatarella, detto il Ministro dell'Armonia, è la corrente di destra conservatrice, maggioritaria. I suoi principali esponenti sono Ugo Martinat, Giulio Maceratini, Maurizio Gasparri, Ignazio La Russa e Adolfo Urso.
- Cantiere Italia. Capeggiata da Gianni Alemanno e Francesco Storace, è l'anima della destra sociale del partito.

### Anni successivi
Dopo il primo congresso Area Vasta si divide in tre correnti:.
- Destra Protagonista. È la corrente dei tatarelliani: gli esponenti principali sono stati Ignazio La Russa, Maurizio Gasparri, Italo Bocchino e Mario Landolfi. Ispirata ai valori del conservatorismo nazionale, è quella maggiormente vicina a Silvio Berlusconi e da qui l'appellativo di berluscones.[senza fonte]
- Destra e Libertà: fondata da Adolfo Urso, Altero Matteoli e dall'ex liberale Giuseppe Basini. Corrente decisamente vicina a Gianfranco Fini e i cui esponenti sono conosciuti come liberal.[senza fonte]
- Destra Plurale: guidato da Domenico Nania e Paolo Armaroli. I suoi esponenti sono detti descamisados.[senza fonte]

L'area della destra sociale del partito si riorganizza in:
- Destra Sociale è la nuova componente di Gianni Alemanno e Francesco Storace, favorevole in campo economico all'economia sociale di mercato, corrente maggioritaria a Roma, ed ha come giornale il mensile Area[136].

Nascono inoltre:
- Iniziativa. Legata a Giulio Maceratini, è confluita facilmente nella Destra Protagonista[137].
- La Terrazza. Gruppo composto da politici che non provengono dal MSI, come Publio Fiori, Gaetano Rebecchini e Gustavo Selva. Collabora talvolta con la Destra Sociale, con la quale dà vita anche alla rivista Destra Europea[138].

Nel 2001 i liberal del partito si riuniscono in:
- Nuova Alleanza. Nata dalla fusione di Destra e libertà e di Destra plurale. Esponenti sono stati Adolfo Urso, Altero Matteoli, Domenico Nania. La corrente si caratterizzava per il forte appoggio nei confronti di Gianfranco Fini. I suoi membri, soprannominati da alcuni "i liberal di AN", sono quelli che spingono per un approccio liberista in economia[139].

Nel 2002 nascono inoltre:
- Alleanza per la Destra. Fondata da Franco Servello, Gennaro Malgieri e Gianfranco Legittimo[140]. A detta dei suoi fondatori rappresentava la destra gollista[141]. È successivamente stata assorbita da Nuova Alleanza.
- Alleanza per la politica. Fondata da Cristiana Muscardini, Mauro Nobilia e Sergio Berlato, sostiene Fini e confluisce in Nuova Alleanza[142].

### Il secondo congresso e lo scioglimento del 2005
Al secondo congresso di Bologna del 2002 le principali correnti sono:
- Destra Protagonista, gli ex tatarelliani, maggioritari, sostenitori dell'alleanza con Berlusconi e ormai stabilmente guidati da Ignazio La Russa e Maurizio Gasparri, con l'apporto di Salvatore Tatarella, Italo Bocchino, Mario Landolfi.

- Destra Sociale, di Gianni Alemanno e Storace, attenta al valore della tradizione di Giorgio Almirante e Pino Rauti e intollerante degli accenti liberisti di una parte della coalizione.

- Nuova Alleanza, di Altero Matteoli, Adolfo Urso, Domenico Nania e Cristiana Muscardini, è la corrente europeista e liberale maggiormente vicina a Gianfranco Fini.

All'assemblea nazionale di AN del 2005, dopo le aspre critiche di La Russa, Gasparri e Matteoli riportate da Il Tempo, Gianfranco Fini scioglie ufficialmente le correnti, considerandole dannose al partito.
Nel 2006 dall'ex Destra Sociale nasce un'associazione alquanto in disaccordo nei confronti di Gianfranco Fini:
- D-Destra. Corrente di Francesco Storace e antesignana del partito La Destra.[senza fonte]

### Associazioni e fondazioni
Attorno al partito gravitavano associazioni e fondazioni:
- Movimento Cristiano Riformista: è un'associazione cristiano democratica. I suoi fondatori erano Antonio Mazzocchi, Erder Mazzocchi e Pietro Armani. L'obiettivo principale di CR è stata l'ammissione di AN nel Partito Popolare Europeo.[senza fonte]
- Fondazione Nuova Italia è una fondazione nata nel 2003 con l'obiettivo di promuovere la cultura popolare, comunitaria, tradizionale e nazionale, i valori della civiltà italiana, mediterranea ed europea, affermando il principio della solidarietà della partecipazione che deriva dalla dottrina sociale della Chiesa. È presieduta da Gianni Alemanno.[senza fonte]
- Farefuturo è una fondazione politico-culturale nata nel 2007 per volontà di Gianfranco Fini, che ne è stato primo presidente, con l'obiettivo di promuovere la cultura delle libertà e dei valori dell'Occidente. Segretario generale era Adolfo Urso, direttore scientifico Alessandro Campi e direttore di Farefuturo Web Magazine Filippo Rossi.

## Scissioni
I soggetti politici staccatisi da AN nel corso della sua esistenza sono i seguenti:
- 8 dicembre 2003 – Azione Sociale di Alessandra Mussolini (confluito ne Il Popolo della Libertà nel 2009).
- settembre 2005 – Alleanza Siciliana di Nello Musumeci (confluito ne La Destra nel 2008).
- 3 luglio 2007 – La Destra di Francesco Storace (confluito nel Movimento Nazionale per la Sovranità nel 2017).
- 14 febbraio 2009 – Io Sud di Adriana Poli Bortone.

## Valori
I valori a cui Alleanza Nazionale fa ufficialmente riferimento sono:
- una visione spirituale della vita;
- introduzione di un'economia sociale di mercato;
- promozione del senso nazionale della Patria e delle radici identitarie dell'Europa;
- riconoscimento e valorizzazione del ruolo della famiglia nella società;
- tutela della libertà di opinione e del pluralismo, ma avversione per il relativismo culturale;
- una concezione della giustizia molto sensibile al tema della legalità e della sicurezza.

### Collocazione europea
Il MSI, a parte l'adesione al Gruppo delle Destre Europee dal 1984 al 1989, ha sempre aderito al Gruppo dei Non iscritti nel Parlamento europeo.
Dal 1994 al 1999 anche Alleanza Nazionale aderisce al Gruppo dei Non iscritti.
Nel 1999 AN, insieme ad altri partiti nazionalconservatori, crea il gruppo Unione per l'Europa delle Nazioni e sulla scia del gruppo nel 2002 il partito europeo Alleanza per l'Europa delle Nazioni. Anche dal 2004 al 2009 aderisce al Gruppo UEN.
Con lo scioglimento di AN nel PdL, gli esponenti ex-AN aderiscono al Gruppo del Partito Popolare Europeo.

## Struttura

### Organi nazionali

#### Presidente
- Gianfranco Fini (27 gennaio 1995 – 11 maggio 2008)
  - Ignazio La Russa (reggente, 12 maggio 2008 – 22 marzo 2009)[146].

#### Vicepresidente
- Ignazio La Russa[147] (novembre 2004 – 2005)[86][148]
- Altero Matteoli (19 novembre 2004 – 2005)[86]
- Gianni Alemanno (19 novembre 2004 – 2005)[86]

#### Coordinatore
- Maurizio Gasparri (1995[149] – 1997[57])
- Domenico Fisichella (1996–1997[150]; Politiche istituzionali)
- Publio Fiori (1996–1997[57]; Politiche sociali)
- Ignazio La Russa (2003[78]–2004[84])

#### Portavoce
- Francesco Storace (1995[149]–1997)
- Adolfo Urso (1997–2001)
- Mario Landolfi (2001[151]–2005[152])
- Andrea Ronchi (2005–2009)

#### Capo della Segreteria politica
- Donato Lamorte (1995–2002)
- Andrea Ronchi (2002–2004)
- Carmelo Briguglio (2002–2004)
- Donato Lamorte (2004–2009)

#### Presidente dell'Assemblea nazionale
- Domenico Fisichella (1995–2005)
- Marcello Perina (2005–2006)
- Franco Servello (2006–2009)

#### Coordinatore organizzativo
- Giuseppe Tatarella (1995–1998)
- Altero Matteoli (1998–2002)
- Donato Lamorte (2002–2004)
- Italo Bocchino (2004–2005)
- Marco Martinelli (2005–2009)

#### Tesoriere
- Francesco Pontone (1995–2009)

### Presidenti dei gruppi parlamentari

#### Camera dei deputati
- 21 aprile 1994 – 25 maggio 1994: Giuseppe Tatarella
- 25 maggio 1994 – 7 febbraio 1995: Raffaele Valensise
- 7 febbraio 1995 – 8 febbraio 1998: Giuseppe Tatarella, vice: Domenico Nania & Gustavo Selva
  - 30 marzo 1998 – 22 febbraio 1999: Gustavo Selva (Vicepresidente vicario)
- 23 febbraio 1999 – 29 maggio 2001: Gustavo Selva[153], vice: Domenico Benedetti Valentini & Alessandra Mussolini, poi Maurizio Gasparri & Carlo Pace
- 5 giugno 2001 – 7 ottobre 2003: Ignazio La Russa[154], vice: Daniele Franz
- 8 ottobre 2003 – 24 novembre 2004: Gian Franco Anedda, vice: Roberto Menia & Edmondo Cirielli
- 25 novembre 2004 – 28 aprile 2008: Ignazio La Russa[154][155], vice: Teodoro Buontempo & Alessio Butti, poi Riccardo Migliori & Donato Lamorte
- 5 maggio 2008 – 29 marzo 2009: Italo Bocchino[156]

#### Senato della Repubblica
- 21 aprile 1994 – 29 maggio 2001: Giulio Maceratini[157][158], vice: Vito Cusimano
- 6 giugno 2001 – 27 aprile 2006: Domenico Nania[159], vice: Oreste Tofani
- 3 maggio 2006 – 28 aprile 2008: Altero Matteoli[160], vice: Domenico Nania
- 6 maggio 2008 – 29 marzo 2009: Maurizio Gasparri[161]

#### Parlamento europeo
- 1994–2004: Cristiana Muscardini[162]
- 2004–2009: Roberta Angelilli[163]

### Organi regionali
A livello regionale al vertice del partito vi era un coordinatore:
- Valle d'Aosta:
- Piemonte: Ugo Martinat
- Lombardia: Massimo Corsaro (?–2005; 2007–2009); Cristiana Muscardini (2005–2007)
- Veneto: Paolo Danieli; Alberto Giorgetti
- Trentino:
- Alto Adige: Giorgio Holzmann
- Friuli-Venezia Giulia:
- Liguria: Eugenio Minasso
- Emilia-Romagna:
- Toscana: Riccardo Migliori
- Umbria: Alfredo De Sio
- Marche: Carlo Ciccioli
- Lazio: Adolfo Urso (1994–1997)[164]; Fabio Rampelli (1997–2002)[164]; Roberta Angelilli (2002–2005); Francesco Aracri
- Abruzzo: Teodoro Buontempo (2006–2007); Fabrizio Di Stefano (2007–2009).
- Molise: Filoteo Di Sandro
- Campania: Marcello Taglialatela (2003–2005); Mario Landolfi (2005–2009)
- Basilicata:
- Puglia: Salvatore Tatarella (?–?); Alfredo Mantovano (?–?); Adriana Poli Bortone (2005–2009)
- Calabria: Umberto Pirilli; Giovanni Dima (2005–2009)
- Sicilia: Guido Lo Porto (1994–2002); Nello Musumeci (2002–2004); Domenico Nania (2004–2007); Giuseppe Scalia (2007–2009).
- Sardegna: Carmelo Porcu (2003–2005)

### Organizzazione giovanile
Il movimento giovanile di Alleanza Nazionale era Azione Giovani. Il movimento nacque ufficialmente a Rieti nel 1996 dalla fusione di vari movimenti giovanili di destra: Fronte della Gioventù, Fare Fronte, Fronte Universitario d'Azione Nazionale e i Circoli giovanili di AN.
Primo presidente del movimento è stato Basilio Catanoso ed ultima presidente di Azione Giovani è stata Giorgia Meloni, che è stata eletta durante il congresso nazionale svoltosi a Viterbo il 27 e 28 marzo 2004.
Dopo la creazione del Popolo della Libertà il movimento si è sciolto per aderire al movimento Giovane Italia; dopo la scissione di Futuro e Libertà, alcuni hanno lasciato il movimento giovanile del PDL per aderire a Generazione Futuro.
All'interno di Azione Giovani si individuano due associazioni:
- Azione Universitaria, composto dai giovani universitari del movimento.
- Azione Studentesca, composto dai giovani studenti delle scuole superiori del movimento.

## Nelle istituzioni

### Presidenti della Camera dei deputati
- Gianfranco Fini (XVI legislatura della Repubblica Italiana)

### Vicepresidenti del Consiglio dei Ministri
- Gianfranco Fini (Governo Berlusconi II - Governo Berlusconi III)

### Governi e Ministri della Repubblica Italiana
- Governo Berlusconi II (2001-2005)
  - Mirko Tremaglia (Ministro per gli Italiani nel mondo)
  - Gianfranco Fini (Ministro degli affari esteri)
  - Gianni Alemanno (Ministro delle politiche agricole e forestali)
  - Altero Matteoli (Ministro dell'ambiente e della tutela del territorio)
  - Maurizio Gasparri (Ministro delle comunicazioni)
- Governo Berlusconi III (2005-2006)
  - Mirko Tremaglia (Ministro per gli Italiani nel mondo)
  - Gianfranco Fini (Ministro degli affari esteri)
  - Gianni Alemanno (Ministro delle politiche agricole e forestali)
  - Altero Matteoli (Ministro dell'ambiente e della tutela del territorio)
  - Francesco Storace (Ministro della salute)
  - Mario Landolfi (Ministro delle comunicazioni)
- Governo Berlusconi IV (2008-2009)
  - Andrea Ronchi (Ministro per gli affari europei)
  - Giorgia Meloni (Ministro per la gioventù)
  - Ignazio La Russa (Ministro della difesa)
  - Altero Matteoli (Ministro delle infrastrutture e dei trasporti)

### Collocazione parlamentare
- Opposizione (1995–2001)

Governo Dini, Governo Prodi I, Governo D'Alema I, Governo D'Alema II, Governo Amato II
- Maggioranza (2001–2006)

Governo Berlusconi II, Governo Berlusconi III
- Opposizione (2006–2008)

Governo Prodi II
- Maggioranza (2008–2009)

Governo Berlusconi IV

## Iscritti
- 1995: 124.123
- 1996: 121.553
- 1997: 116.403
- 1998: 122.554
- 1999: 145.642
- 2000: 163.864
- 2001: 219.003
- 2002: 197.157
- 2003: 192.191
- 2004: 250.000
- 2005: 188.000
- 2006: dati non disponibili
- 2007: dati non disponibili
- 2008: dati non disponibili
- 2009: dati non disponibili

## Congressi nazionali
- I Congresso - Fiuggi, 28-29 gennaio 1995 - Cresce la nuova Italia.
- II Congresso - Bologna, 4-7 aprile 2002 - Vince la Patria, nasce l'Europa.
- III Congresso - Roma, 21-22 marzo 2009 - Nasce il partito degli italiani.

## Simboli

Simbolo ufficiale di Alleanza Nazionale (1995-2009)
Simbolo della lista elettorale Alleanza Nazionale - Patto Segni (1999)

## Risultati elettorali
| Elezione                                 | Elezione       | Voti                                | %                                   | Seggi     |
| ---------------------------------------- | -------------- | ----------------------------------- | ----------------------------------- | --------- |
| Politiche 1994                           | Camera         | 5.214.133                           | 13,47                               | 109 / 630 |
| Politiche 1994                           | Senato *       | 2.077.934                           | 6,28                                | 48 / 315  |
| Europee 1994                             | Europee 1994   | 4.124.739                           | 12,47                               | 11 / 87   |
| Politiche 1996                           | Camera         | 5.870.491                           | 15,66                               | 93 / 630  |
| Politiche 1996                           | Senato         | Nel Polo per le Libertà             | Nel Polo per le Libertà             | 43 / 315  |
| Europee 1999 a                           | Europee 1999 a | In Alleanza Nazionale - Patto Segni | In Alleanza Nazionale - Patto Segni | 8 / 87    |
| Politiche 2001                           | Camera         | 4.463.205                           | 12,02                               | 99 / 630  |
| Politiche 2001                           | Senato         | Nella Casa delle Libertà            | Nella Casa delle Libertà            | 45 / 315  |
| Europee 2004                             | Europee 2004   | 3.736.606                           | 11,49                               | 9 / 78    |
| Politiche 2006                           | Camera         | 4.707.126                           | 12,34                               | 71 / 630  |
| Politiche 2006                           | Senato         | 4.235.208                           | 12,40                               | 41 / 315  |
| Politiche 2008                           | Camera         | Nel Popolo della Libertà            | Nel Popolo della Libertà            | 90 / 630  |
| Politiche 2008                           | Senato         | Nel Popolo della Libertà            | Nel Popolo della Libertà            | 48 / 315  |
| a Lista Alleanza Nazionale - Patto Segni |                |                                     |                                     |           |

* dati di voto relativi al solo Nord Italia e seggi relativi a tutta Italia.